# Agustinus Abadi Ndiken
Agustinus Abadi Ndiken (* 1996) ist ein indonesischer Leichtathlet, der sich auf den Speerwurf spezialisiert hat.

## Sportliche Laufbahn
Erste internationale Erfahrungen sammelte Agustinus Abadi Ndiken im Jahr 2023, als er bei den Südostasienspielen in Phnom Penh mit einer Weite 66,20 m die Bronzemedaille im Speerwurf hinter seinem Landsmann Abdul Hafiz und Nguyễn Hoài Văn aus Vietnam gewann.
2018 wurde Abadi Ndiken indonesischer Meister im Speerwurf.